# Hesperocorixa castanea
Hesperocorixa castanea är en insektsart som först beskrevs av Thomson 1869.  Hesperocorixa castanea ingår i släktet Hesperocorixa, och familjen buksimmare. Arten är reproducerande i Sverige.